# ラ・バタイユ (パトリック・ランボーの小説)
『ラ・バタイユ』（フランス語: La Bataille）は、1997年に出版されたパトリック・ランボーの小説である。題意は「戦闘」。同年アカデミー・フランセーズ賞とゴンクール賞を獲得した。

## 概要
この作品は1809年5月21日から22日のアスペルン・エスリンクの戦いを描写している。1809年5月、ウィーン近郊において、ナポレオン軍（armées de Napoléon）はドナウ川に橋をかけて渡りオーストリアを攻撃した。ロバウ島（Lobau）へ撤退せざるを得なくなった。橋は破壊された。ランヌ元帥は殺された。これはフランス軍の危機であり、オーストリアの砲撃を受けたのである。関門は直ちに修復されることになり、新たな援軍とともにナポレオンはカール大公を彼の軍が配備されたワグラム（Wagram）の平野で6月に攻撃する計画を立てた。
小説では、架空の脇役たちが追加され、有名無名の歴史上の人物であふれている。中には例えばスタンダール、医師ドミニク＝ジャン・ラレー（Dominique-Jean Larrey）、ルイ＝アレクサンドル・ベルティエなどの元帥たち…。話の脇筋は壮大な歴史と絡み合い、細部まで大いなる敬意が払われ、それらは歴史家パトリック・ランボーの偉業である。

## 出版
- La Bataille、グラッセ出版（Éditions Grasset）、パリ、1997年、ISBN 2840112345。
- La Bataille、ル・リブレ・デ・ポシェ（Le Livre de poche）、1999年、ISBN 2253146463。
- La BatailleのCDオーディオ版もある。
- La Batailleは2012年からバンド・デシネが出版された（3巻: 2012年3月、2013年3月、2014年3月）。